# 예루살렘 국제공항

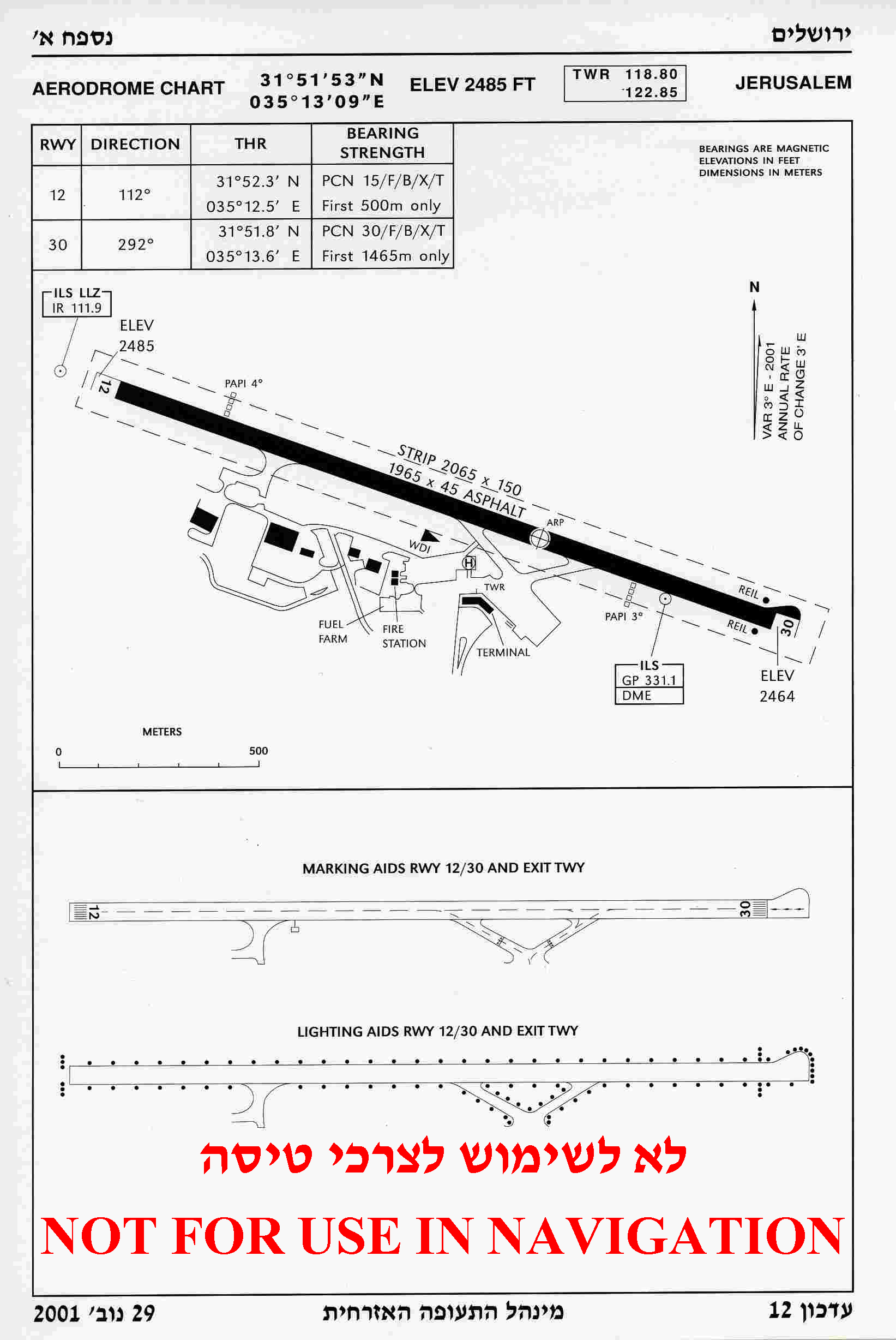
아타롯 공항의 개략도.

예루살렘 국제공항(히브리어: נמל התעופה ירושלים, 아랍어: مطار القدس الدولي, IATA: JRS, ICAO: LLJR, OJJR)은 예루살렘과 라말라 사이에 있는, 현재는 사용하지 않는 공항으로, 1924년 영국 위임통치령 팔레스타인 최초의 공항으로서 설립되었다. 공항이 위치한 지역의 이름을 따, 칼란디아 공항, 콸란디아 공항, 아타롯 공항으로도 부른다.
1967년까지 요르단 통치 하에서는 로열 요르단 항공과 중동항공이 매일 민항 노선을 운항했으며, 제3차 중동 전쟁에서 이스라엘이 서안 지구를 점령한 이후에는 2001년까지 아키아 이스라엘 항공과 엘알 이스라엘 항공이 매일 노선을 운항했다. 2000년 제2차 인티파다 이후로 예루살렘 국제공항에서 민항기 운행이 중단되었다.

## 역사
1924년부터 1927년까지 영국 위임통치령 팔레스타인에 있는 공항은 칼란디아 비행장 뿐이었으며, 예루살렘을 방문하는 영국군 장교와 고위 인물들이 사용하였다. 1931년 당시 위임통치령 정부는 비행장을 확장하기 위해 아타롯 마을의 땅을 강제 수용했으며, 이 과정에서 주택이 철거되고 과수원의 나무를 뿌리뽑았다. 1936년 아타롯 공항에서 정기 노선이 운항하기 시작했다. 아타롯 마을 자체는 1948년 아랍-이스라엘 전쟁 당시 요르단의 아랍 군단이 점령 및 파괴하였다.
1948년부터 1967년 6월 제3차 중동 전쟁까지 이스라엘 공항은 요르단의 통제 하에 있었으며, 공항 코드를 OJJR로 사용하였다. 제3차 중동 전쟁 이후 공항은 예루살렘 지방으로 합병되어, 공항 코드를 LLJR로 변경해 사용하였다.
1970년대 및 1980년대 초 이스라엘은 예루살렘 공항을 완전한 국제공항으로 만들기 위해 많은 자원을 투자했다. 하지만 공항을 1967년 이스라엘이 군사적으로 점령하였다는 것이 문제가 되어 국제적으로 예루살렘 공항으로의 착륙을 금지하여, 실질적으로 예루살렘 공항은 이스라엘 국내선과 전세기 정도만 사용할 수 있었다.
제2차 인티파다 이후 공항의 보안이 문제가 되어, 2000년 10월 이스라엘 공항으로의 민항기 운항이 중단되었고, 2001년 7월 공식적으로 이스라엘 방위군으로 소유권이 이전되었다.
2000년 캠프 데이비드 정상회담 당시 이스라엘이 제시한 지도에 아타롯이 이스라엘의 건물 밀집 지역으로 표시되어 있다. 팔레스타인 대표단은 예루살렘 공항을 팔레스타인의 국립 공항으로 여기며, 해당 지도의 인정을 거부했다. 요시 베이린은 제네바 공항이 프랑스와 스위스 사이 공용으로 사용되고 있는 것처럼, 예루살렘 공항을 팔레스타인 자치 정부와 이스라엘 간 예루살렘 공유의 일환으로 합동 운영하는 방안을 제안했다.

## 아타롯 정착촌 계획
2021년 12월 6일, 아타롯 지역에 9,000 가구를 건설하는 정착촌을 건설하는 계획을 논의하기 위한 위원회가 개최될 예정이다. 공항 주변 지역은 1967년 이스라엘이 점령한 이후 '불법 정착지' 건설을 반대하는 국제적인 압력으로 인해 실질적인 개발 없이 방치되어 있는 상태이다.

## 사진

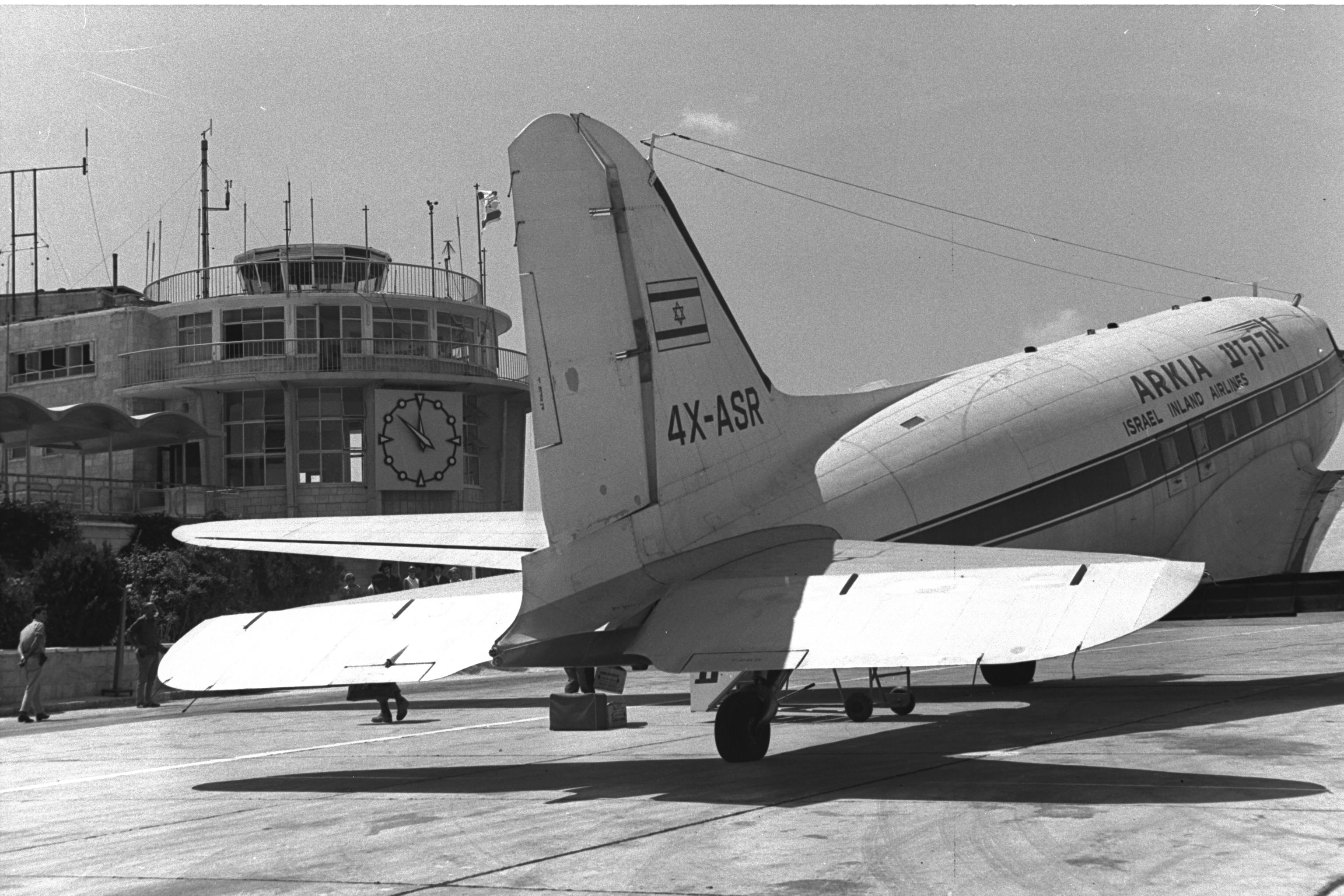
1968년 아타롯 공항의 이스라엘 항공기.
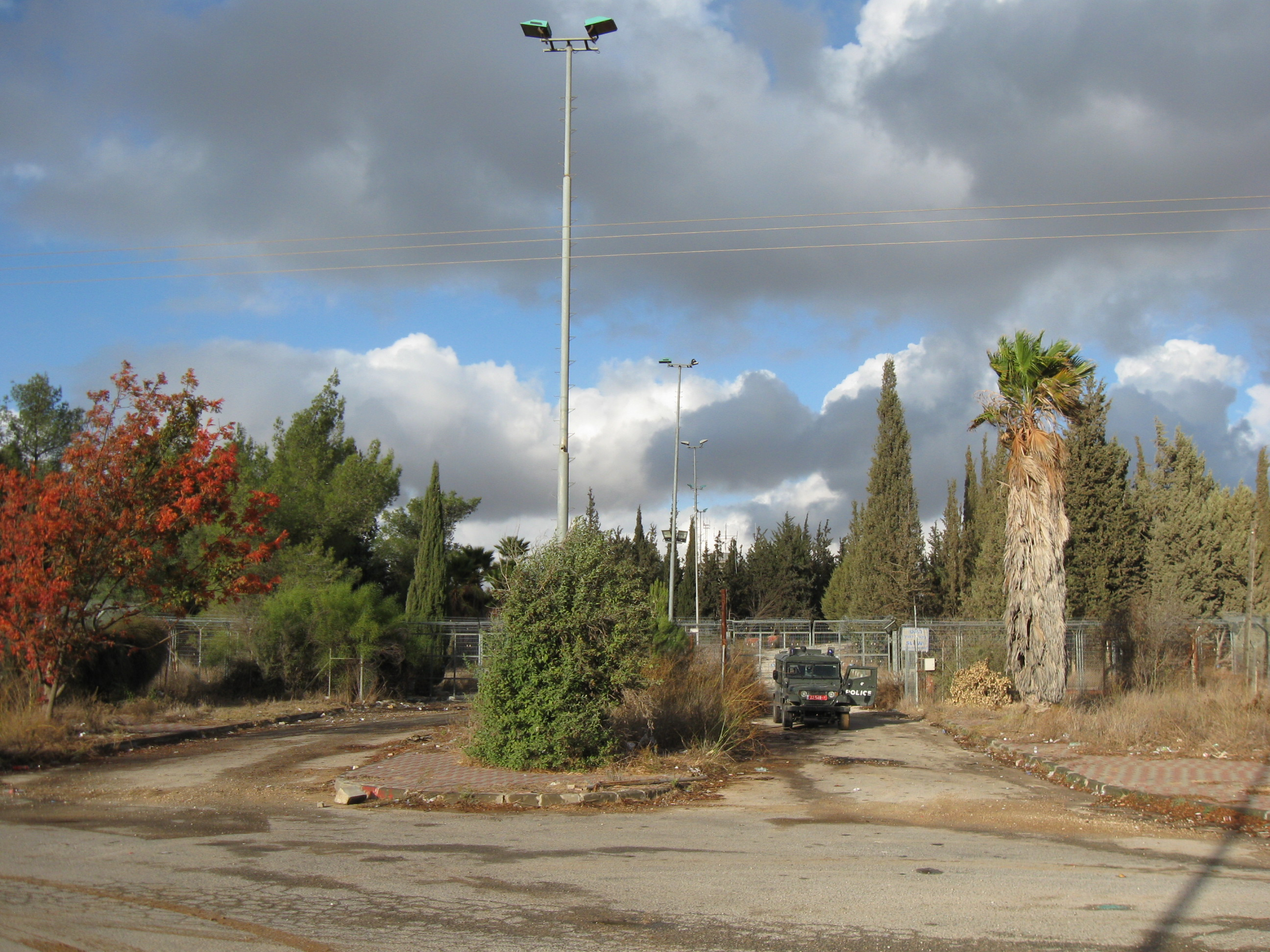
2010년 촬영한, 폐쇄된 예루살렘 공항 입구.

## ICAO 코드
예루살렘 국제공항은 ICAO 코드를 2개 갖고 있는데, 앞 LL은 이스라엘, OJ는 요르단을 뜻한다.

## 대중 문화
예루살렘 국제공항은 영화 월드워Z에서 좀비의 공격을 막아낸 이스라엘의 주 공항으로 묘사된다. 영화 속의 장면은 몰타에서 촬영하였다.

## 같이 보기
- 벤구리온 공항